# Tricimba sextalis
Tricimba sextalis är en tvåvingeart som beskrevs av Cherian 1977. Tricimba sextalis ingår i släktet Tricimba och familjen fritflugor. Inga underarter finns listade i Catalogue of Life.